# Нарада-бхакти-сутры
Нарада-бхакти-сутры (санскр. नारद भक्ति सूत्र  IAST: nārada bhakti sūtra) — санскритский текст, чьё авторство традиция приписывает риши Нараде. Текст детализирует детали процесса бхакти-йоги и представляет особое значение для практикующих бхакти-садхану: Нарада перечисляет 11 видов бхакти, которые могут существовать между преданным и его божеством, основываясь на различных типах этих взаимоотношений. Именно поэтому Нарада-бхакти-сутры занимают важное место в традиции вайшнавизма. Иногда текст также именуется Нарада-смрити (санскр. नारद स्मृति IAST: nārada smṛti), но не следует путать его с одной из дхармашастр, имеющих то же название.

## Состав

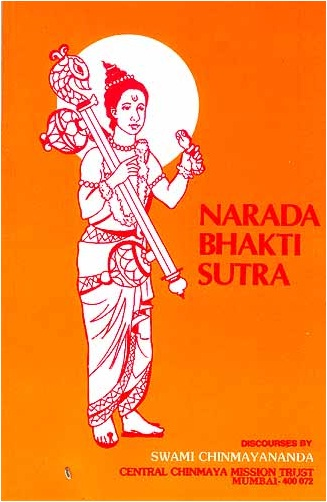
Обложка издания Нарада-бхакти-сутр в переводе Свами Чинмаянанды.

Оригинальный санскритский текст состоит из 84-х стихов-сутр. Однако существует несколько традиций разбития его на главы — наиболее известные из них это разбития на 5 глав и на 9 глав. Также есть некоторые отличия в нумерации и последовательности стихов. Свами Прабхавананда (26 декабря 1893 — 4 июля 1976 г.), являвшийся монахом «Миссии Рамакришны» и близкий традиционной веданте и шраута-индуизму, представляет разбитие текста на 9 глав по темам следующим образом:
- Глава 1 (стихи 1-6) — описывают определение бхакти;
- Глава 2 (стихи 7-14) — подчеркивают важность отречения и самоотречения;
- Глава 3 (стихи 15-24) — описывают виды любви к божеству;
- Глава 4 (стихи 25-33) — определяет бхакти как высшую цель человеческой жизни;
- Глава 5 (стихи 34-42) — содержит практические указания о практике бхакти;
- Глава 6 (стихи 43-50) — объясняет важность общения с праведниками;
- Глава 7 (стихи 51-57) — обсуждается различие между типов преданности;
- Глава 8 (стихи 58-73) — описывает формы бхакти;
- Глава 9 (стихи 74-84) — рекомендации по практике и поклонения.

Шрила Прабхупада в своём переводе разбивает текст на 5 глав и описывает их следующим образом:
- Глава 1 (стихи 1-14) — значение преданности;
- Глава 2 (стихи 15-33) — определение Бхакти;
- Глава 3 (стихи 34-50) — средства достижения;
- Глава 4 (стихи 51-73) — типы Преданность;
- Глава 5 (стихи 74-84) — достижение совершенства.

## Датировка и авторство
Несколько затруднительно определить возраст текста — Рай Сингх определяет приблизительно 1000 годом нашей эры, что как раз совпадает с одним из пиков расцвета движения бхакти. Переводчики текста на английский (Рай Сингх, Свами Чинмаянанда, Свами Харшананда, Прем Пракаш и другие) отмечают, что текст, скорее всего, подвергался более поздней редакторской правке. Вполне возможно, что текст изначально писался на одном из местных языков и в дальнейшем был переведён на санскрит.

## Конфессиональная принадлежность
Хотя текст Нарада-бхакти-сутр является важным писанием для многих вайшнавских школ, он не является исключительно вайшнавским писанием и стал таковым благодаря особой роли бхакти в вайшнавизме. Так, текст также важен и для традиции Вирашиваизма — в своих лекциях Джагадгуру Чандрашекхар Шивачарья Махасвамиджи неоднократно обращался к тексту. Так же есть упоминания Нарада-бхакти-сутр в трудах Шайва-сиддханты и Сиддха-сиддханта.

## Основные понятия
В тексте Нарада объясняет ступени совершенствования преданности; процесс достижения состояния преданности; приводит цитаты более ранних авторов по вопросу бхакти; рассматривает вещи, которых следует избегать в практике бхакти; объясняет природы бескорыстной преданности божеству; описывает 11 различных форм преданности бхакта-садхака к избранному божеству.

## Переводы на русский
Одна из первых книг, над которыми Бхактиведанта Свами Прабхупада работал, приехав в Америку. После его смерти была закончена его учениками. На русском языке существует т. н. ознакомительный перевод, сделанный В. Вернигором с английского издания Свами Тьягищананды (Шри Рамакришна Матх, 1940 г.) и Свами Чинмаянанды (Центральный траст Миссии Чинмайи, 1968 г.) в 2000 году. Текст доступен в сети.